# 夜ノヤッターマン
『夜ノヤッターマン』（よるノヤッターマン、英語表記：Yattarman Night）は、2015年1月11日から3月29日まで、TOKYO MX、読売テレビ（ytv）ほかにて全12話が放送された、タツノコプロ制作のテレビアニメ。
キャッチコピーは「ドロンボーがいる限り、この世にヤッターマンは栄えない！」。

## 概要
1977年から1979年にかけて制作・放送されたテレビアニメ『ヤッターマン』を原典としたスピンオフ作品。
2014年10月20日にティザーサイトが開設され、当初は公開媒体などは未定だったが、同年11月28日にテレビアニメ化や主要声優陣が発表された。本放送の前週にはタイムボカンシリーズの歴史や各作品の名場面を振り返り、本作品の紹介を行う特別番組『超豪華!タイムボカンシリーズ大集結! 夜ノヤッターマン祭』が放送された。
『ヤッターマン』を原典としたリメイク作品は、それまでにも2008年放送のアニメ第2作目（日本テレビ（NTV）系列）や、2009年公開の実写映画版（全国松竹・日活系）が制作されてきたが、本作品では先行するそれらの作品とは趣を異とし、「新たな世代のドロンボーと新たなヤッターマンの誕生を描く物語」と銘打たれている。こうしたコンセプトを反映し、本作品ではおおむね原典を踏襲してきたそれまでのリメイク作品とは異なり、基本設定や世界観に大幅な変更とアレンジが施されている。
主役がドロンボー一味
本作品では、ヤッターマンを始め、従来のタイムボカンシリーズの主役である正義の味方たちと戦い続けた「悪玉」、いわゆる「三悪」の代表格とも言える「ドロンボー一味」を主役に据え、同時に「かつてのドロンボー一味の末裔」という設定にも表わされているように、かつてのヤッターマンとドロンボー一味との戦いから時代が下った世界を物語の舞台として設定している。
ドロンボー一味の声優を総入れ替え
それまでのシリーズ作品で一貫して「三悪」の声を演じ続けてきた小原乃梨子・八奈見乗児・たてかべ和也から、本作品では前述した「ドロンボー一味の末裔」という設定に合わせ、新たに喜多村英梨・平田広明・三宅健太が「新生ドロンボー」を演じる。また、ドクロベエについても、2011年に死去した滝口順平に代わり、モノマネタレント・ホリが起用されている。本作品の終了後も、サンスリー開発のパチンコ『CRヤッターマン』や、『タイムボカン24』などの後続のテレビシリーズにおいても引き続き同じ声優陣が起用された。
善悪・主人公と敵役の逆転
本作品ではヤッターマンの作った王国が歳月の経過と共に民衆にとっては楽園ではなくなったとされ、ドロンボー一味が「善玉」のような立ち位置で描かれており、それまでのシリーズ作品とは善悪、そして主人公と敵役の立場が完全に逆転した構図となっている。
上記のほか、第2作目で善玉側キャラクターを演じていた吉野裕行・伊藤静・たかはし智秋の声優3人が本作品でも引き続き起用されており、いずれもドロンボー一味に協力するキャラクターを演じる。

## ストーリー
伝説のヒーロー・ヤッターマンが悪のドロンボー一味との戦争に勝利し、デッカイドーに作った国ヤッター・キングダムは、かつてヤッターマンが持っていた正義の心を忘れ、悪政を敷いて住人たちを虐げるディストピアと化していた。
ヤッター・キングダムの対岸にある辺境の小さな村で生まれ育った少女・レパードは、ヤッターマンの正義とヤッター・キングダムが天国のような国であることを信じ、不治の病に侵された母・ドロシーを助けるべく薬を求めに向かう。ところが、レパードたちが海峡を越えた時、ヤッターマンのようなシルエットを持つ二人組の人物（ヤッター兵）が無慈悲に光線銃を発砲、必死に言い募ろうとするレパードを一顧だにせず追い返した。そして治療の手だてがなくなった母は、そのまま帰らぬ人となってしまう。
この出来事から困っている自分たちを見捨てたヤッターマンを母の仇として恨み、過去においてヤッターマンと争っていた先祖のドロンボー一味が正義と考えるようになったレパードは、自身の先祖である女リーダーの名「ドロンジョ」を名乗り、先祖の部下だった「ボヤッキー」の子孫・ヴォルトカッツェ、「トンズラー」の子孫・エレパントゥスと共に、新生ドロンボー一味を結成してヤッター・キングダムへ乗り込む。
その後、ヤッター・キングダムで偶然出会ったガリナとアルエットも加えて五人となった一行は、ヤッターマンに仕返しの「おしおき（デコピン）」をするため、ヤッター・キングダムの首都ヤッター・メトロポリスを目指す。その旅の先々でヤッター・キングダムの人々と出会い、彼らがヤッター十二神将率いるヤッター兵によって悲しみの淵に追いやられていることを知った一行は、自分たちがなすべきことはヤッターマンにデコピンをすることではなく、ヤッターマンを倒すことであると思いを新たにする。
その後、紆余曲折の末にヤッター・メトロポリスへたどり着いた一行であったが、彼らを待っていたのは、倒すべき「ヤッターマン」はすでになく、かつてのドロンボー一味が仕えていたボス・ドクロベエがヤッターマンに成りすましてヤッター・キングダムを創設・支配していること、またドクロベエがヤッターマンを倒すために戦争を起こし、役に立たないという理由でレパードたちの先祖を辺境の地に追放した張本人だという事実であった。このことを知ったドロンボー一味とガリナたちは、この世界を解放するためにドクロベエの打倒を決意する。
しかしドクロベエを倒すためには五人の力だけでなく、ヤッター・キングダムで苦しんでいる人々の協力が必要であった。とはいえ、ヤッター・キングダムでは「ドロンボー一味＝悪」という考えが染みついており、いくらレパードたちが真実を声高に叫んでも人々は聞く耳を持たない。人心を掌握するためには、真の正義のヒーローであるヤッターマンを復活させる必要があると考えたガリナは、アルエットと共に新たなヤッターマンを名乗ることを決める。
しかし、二人がヤッターマンを名乗るということは、五人が一緒にいられる機会が今後二度と訪れなくなることを意味していた。そのことをそれぞれが噛み締め、理解した上で、レパードたちは最初で最後の「ヤッターマンとドロンボー一味の共闘」で諸悪の根源たるドクロベエを倒すべく、最後の決戦に臨む。

## 登場キャラクター

### 新生ドロンボー一味
ヤッターマンにおしおきをするべく、レパードが自分たちの先祖が名乗っていたドロンボー一味の名前を復活させた。登場時の口上は「清く正しく美しく、ドロンボーがいる限り、この世にヤッターマンは栄えない。闇を払い、この世界に新たなる夜明けを！」。これは第1作目や第2作目におけるヤッターマン登場時の口上とほぼ同じである。
レパード / ドロンジョ
声 - 喜多村英梨
本作品の主人公。ドロンジョの子孫である9歳の少女。一人称は「私」または「あたし」。
母・ドロシーの教育もあって、素直で優しい心を持って育った。非常に聡明で真っ直ぐな性格をしており、弱気を見せるガリナを一喝するなど、強いリーダーシップも持ち合わせている。その行動は時として無茶苦茶なほど大胆であり、ヴォルトカッツェやエレパントゥスも舌を巻くほど。しかし内面はまだ幼い少女であり、時には大人のヴォルトカッツェとエレパントゥス、あるいは年長者のガリナとアルエットを頼ったり、甘える素振りを見せることもある。また、終盤にはガリナを異性として意識しているかのような描写も見られた。ヴォルトカッツェが作った煙管風のシャボン玉吹き器がお気に入り。
当初はヤッターマンに強い憧れを抱き、病気の母を救ってほしいとヤッター・キングダムに赴くも、門前払いを喰らい母を失う。この出来事を機に「ドロンボー一味こそ本当は正義の味方なのでは？」と考え直し、ドロンジョの名を受け継いで新生ドロンボー一味を結成する。
全ての真相を知り、ドクロベエを倒した後、ガリナたちの幸せのため、ヤッター・キングダムには残らず、再び辺境の地にある自宅に戻り普通に暮らすことになった。
ヴォルトカッツェ / ボヤッキー
声 - 平田広明
ボヤッキーの子孫である25歳の男性。誕生日は4月1日。血液型はB型。一人称は「私」。相方のエレパントゥスと共にドロシー・レパード母子に仕えており、ドロシーからもらったドライバーを形見として大切にしている。
新生ドロンボー一味の結成を機に先祖の名「ボヤッキー」を名乗る。先祖とは似つかず長身で容姿端麗だが、材料とドライバー一つであらゆるメカを作り出す才能や（悪知恵も含めて）頭の回転が速く機転が利く点、出べそである点、スケベで女好きな性格などは受け継がれている。一方で裁縫は苦手で、旅立ちの時点で彼が仕立てたドロンボー一味の服装は貧相な出来になっていた。
初代ドロンボー一味を意識した行動をするため、「ヤッターマンでんせつ」を参考に下ネタを発するように努めたり、「ポチッとな」などのフレーズを使うようになる。初代ドロンボー一味と同じく、資金稼ぎのために旅の先々で手品のようなトリックを使ったインチキ商売も行うが、景気の悪いヤッター・キングダムでは客足もなく、人を騙しきることもできないため、商売にならない。
最終決戦ではドロンボーメカの代表格とも言えるダイドコロンを完成させ、ヤッター兵を始めとするヤッター十二神将側のメカを次々と破壊し、最後は自爆による特攻で残った十二神将のヤッターパグを全滅させた。
「ジョシコーセー」という単語に無意識の執着心を持っており、第11話でヤッター兵が誤って挿入したVHSテープの映像で女子高生を知ることになる。ドクロベエを倒した後は、一旦は辺境の地に戻り、その後は新たな夢である「全国の女子高生とお友達になる」目的に向けて歩き出すことになった。
エレパントゥス / トンズラー
声 - 三宅健太
トンズラーの子孫である29歳の男性。誕生日は3月3日。血液型はAB型。一人称は「俺」。相方のヴォルトカッツェと共にドロシー・レパード母子に仕えており、ドロシーからもらった手作りの黒いリストバンドを形見として右手に着けている。
新生ドロンボー一味の結成を機に先祖の名「トンズラー」を名乗る。先祖から受け継いだ巨体と無双の怪力に加えて動きも俊敏で、肉弾戦では前面に出て戦うことが多い。拳による渾身の一撃は、小さな岩山程度であれば粉々に粉砕できる。出べそである点まで共通しているが、気は優しく、周囲を立てて偉ぶらないものの言うべきことははっきり言う、頼れる兄貴的存在。メカ戦でドロンボーメカが破壊された際、吹き飛ばされた仲間たちを手早く確保するポジションも担う。
初代ドロンボー一味を意識した行動をするため、「ヤッターマンでんせつ」を参考に、一人称が「わい」に変化し、更に語尾に「…でまんねん」を付けた関西弁で話すようになる。
最終決戦ではヤッター十二神将のリーダー格・イチロー将軍との白兵戦において相手がサイボーグであるにもかかわらず優勢のまま、ほぼ無傷で勝利した。
オダさまに対しては、成長を願う慈しみの言葉と共にヨダレを垂らす（つまりは食べたいと思う）ことがたびたびあり、食べごろを待って過保護に接していたが、ヤッター十二神将に捕まり、処刑寸前にその思いをぶちまけてからは嫌われている。ドクロベエを倒した後は、一旦は辺境の地に戻り、その後は新たな夢である「全国のブタを食べる」目的に向けて歩き出すことになった。
オダさま
声 - たかはし智秋
レパードのペットとして飼われている子ブタ。片言で人語を話すことができる。木登りが好き。レパードたちの住む地域の風習で妙に崇められて育ち、丸々と太っている上に少々性格が高慢。スケベでませた部分もある。
しかしながらヤッター・キングダムに連なるトンネルを示唆したり、偵察、陽動、オモッチャマと協力して牢屋の鍵を奪うなど、単なるブタに留まらない活躍を見せる。初代ドロンボー一味の絵に描かれた「おだてブタ」に反応する仕草を見せており、おだてブタの「ブタもおだてりゃ木に登る」ポーズも実行している。
ペットとして飼われるようになったきっかけは、レパードが小さいころ、「壁の向こう」に出向いたヴォルトカッツェが痩せ細った状態で発見し連れ帰ったことから（第4話より）。

### 新生ヤッターマン
元々はドロンボー一味として行動していたが、ヤッター・キングダムの真相と黒幕を知ったガリナが、ヤッター・キングダムの住民たちに真実を伝えるべく、アルエットと共に第12話で結成した新たなるヤッターマン。
ガリナ / 新生ヤッターマン1号
声 - 吉野裕行
気弱ながら正義感は強い、17歳の少年。一人称は「僕」。幼なじみのアルエットからは「ガッちゃん」と呼ばれている。胸にヤッターマンが身に着けていたのと同じ形状のネックレスを着けているなど共通点があるが、本家ヤッターマンとの関わりは不明。
アルエットを守るために強くなりたい願望を抱いているが、優柔不断で、常にサイコロを持ち歩き、出た目で物事を決める癖がある。この癖は、ドロンボー一味に同行するようになってからも直っていない。手先は器用で裁縫が得意であり、過去にアルエットの服を何着も作っている他、レパートたちドロンボー一味の衣装も作っている。
ヴォルトカッツェの指導の下でメカ作りの才能を発揮し始め、後にオモッチャマを制作している。体力面でも、当初は相撲で構えていないヴォルトカッツェに簡単にはじき返されるほどにひ弱であったものの、成長してドロンボー一味を窮地から救えるほどにまでなった。
両親をヤッター・キングダム（ヤッター・メトロポリス）の強制労働で亡くした過去から、ヤッターマンに強い憎しみを持っている。ヤッター兵らに包囲され、家を失いながらもドロンボー一味に救われたことを機に、サイコロに頼らずに戦うことを決め、一味に同行し、ドロンジョの部下として協力した。第11話で真相を知り、一味と共に非道なドクロベエを倒すことを誓い合う。
手作りの木製けん玉を武器として使用。ヤッター兵の頭部にダメージを与えたり、ゴロー将軍をノックアウトするなど馬鹿にできない破壊力をもつ。敵の足を拘束する投擲武器としても使用可能。第12話でボヤッキー（ヴォルトカッツェ）に「ケンダマジック」として改造され、敵を拘束するだけでなく、拘束した相手に電流を流す投擲武器となった。
アルエット / 新生ヤッターマン2号
声 - 伊藤静
おっとりとした性格の、17歳の少女。一人称は「私」。幼なじみのガリナからは「アル」と呼ばれている。巨乳。ガリナ同様、ヤッターマンが身に着けているものに似たペンダントを着けている。
ガリナと同じく両親と愛犬をヤッター・キングダム（ヤッター・メトロポリス）に連行されており、そのショックで視力を失っている。いつか「天使」が家族を連れ戻してくれると信じ、ガリナと二人で山小屋で暮らしていた。ヤッター兵の追撃を逃れて転がり込んできたドロンボー一味と初めて出会った時、レパードを待ち焦がれていた「天使」と思い込み、愛着を持つ。一方レパードは彼女に亡き母の面影を見、ヴェルトカッツェとエレパントゥスは彼女のたたずまいに電流に打たれたような衝撃を感じた。その後、偶然の成り行きからガリナと共にドロンボー一味の旅に同行することとなる。
第12話でガリナやレパードの言葉と慰めから、涙ながらに辛い現実を受け入れると同時に視力を取り戻し、ゴロー将軍のステッキを改造した「シビレステッキ」を武器に、ガリナと共に新生ヤッターマンとしてドクロベエとの最終決戦に挑む。ラストシーンでは、アルエットの家族の墓標にシビレステッキが供えられていた。
オモッチャマ
声 - たかはし智秋
ガリナがヴォルトカッツェの手解きを受けながら作った、掌大のサイコロ型ロボット。当初はサイコロが動く程度だったが、改良を重ね頭部が付き、喋れるようになり、プロペラが付いて自立行動ができるようになり、手足も追加されて完成した。最後には英語で会話できるようになる。一人称は「ボッチ」、語尾は「…だコロン」。
名前の由来はヴォルトカッツェが当初、「おもちゃみたいだ」と言ったことから。本作品では、正面のサイコロの目は「6」になっている。

### ドロンボー・ヤッターマンの関係者
ドロシー
声 - 伊藤静
レパードの母親。夫はレパードの誕生前に他界している。
レパードと同様、先祖とは正反対の穏やかで優しい性格で、先祖の敵であるヤッターマンへの恨みはなく、娘と従者と共に平和につつましく暮らしていた。悪いことをするとヤッターマンから「おしおき」のデコピンを食らうとレパードに教える一方、先祖が行ってきた悪事を償えば、いつかレパードを天国のようなヤッター・キングダムに連れて行けると信じている。
レパードを「天使」と称して慈しみ育ててきたが、レパードの9歳の誕生日に不治の病に侵され、息を引き取る。
ゴロゾウ
声 - 檜山修之
アルエットの父親。作中には第8話の回想より登場。
娘のアルエットやガリナを温かく見守る良き父親だったが、妻や愛犬と共にヤッター・キングダム（ヤッター・メトロポリス）に連行され、ガリナに娘を守るよう言い残した。その後、ガリナの語るところによれば「強制労働中に愛犬と共に事故に遭い命を落とした」とのことで、わずかな金銭と遺骨が返ってきただけだった。
ガリナの回想によると語尾に「…ぜ」とつける口癖がある。
ドロンジョ
声 - 小原乃梨子
ドロシー・レパード母子の先祖で、初代ドロンボー一味の女ボス。第12話のラストシーンで声のみ登場。
かつてドクロベエに仕え、ヤッターマンを相手に戦ったが、役に立たないという理由で部下と共に追放され、ドクロベエに戦争を引き起こした張本人として罪を擦り付けられていた。
自分たちの無念を晴らし、冒険に疲れて眠りについた子孫のレパードに優しく語りかけた。結果的にこの出演が、小原のキャリア最後の作品出演・台詞となった。

### ヤッター・キングダム
ドクロベエ
声 - ホリ
かつて初代ドロンボー一味を従えていた黒幕。表向きは初代ヤッターマンに倒されたことになっており、時の経過と共に半ば忘れ去られていたが、第10話でヤッター・キングダムの支配者である「ヤッターマン」としてレパードたちの前に姿を現した。
第1作目のドクロベエと同一人物であり、宇宙人（XYZ星人）である。ただし、それまでの姿よりも加齢のせいか痩せて、片眼鏡を使っている。かつてと同様に阪神ファン。また、度々物真似をする。
かつてドロンボー一味を利用し、地球誕生時の爆発に巻き込まれバラバラになったドクロストーン（自身の体のパーツ）を集めて母星に帰ったものの、今まで邪魔したヤッターマンへのリベンジのために地球に戻る→ヤッターマンへの挑戦（の末、母星へ帰還）を繰り返した末、役立たずのドロンボー一味に見切りをつけて追放。準備を整え大規模戦争を起こし、ついにヤッターマンを倒し、人類に壊滅的ダメージを与えた。
さらに生き残った（そしてなおも自身を迫害した）少数の人間を苦しめるためヤッターマンを名乗り、ヤッター・キングダムを創設。ヤッターマンを徹底的に神格化しつつ、人間を酷使して自分のエネルギーを作らせ、最終的に死滅させることで復讐を遂げようとするなど過去の作品に比べ、より利己的で残忍な性格になっており、自分が悪人という自覚もしていない。
最終決戦では数百メートルにまで巨大化し、新生ヤッターマンと交戦。片腕をケンダマジックで拘束され、ヤッター・メトロポリスの外にまで引きずり出されて、片眼鏡をかけた目を破壊され、巨大なドクロ雲を伴う爆発と共に消滅した。

#### ヤッター十二神将
ヤッター・キングダムを守護する12人の将軍。ヤッター兵と違い人間だが、全員サイボーグであり、ドクロベエをヤッターマンであると強制的に信じるように洗脳されている。色違いのヤッターパグを使用する。
名前はイチローを筆頭に、ジロー、サブロー、シロー、ゴロー、ロクロー、ハチロー、キュウロー、ジュウロー、ジュウイチロー、ジュウニロー（いずれも男性）、紅一点のナナ。頭部のパーツは全員昆虫がモチーフで、さらにイチローからサブローまでとゴロー、それにキュウロー以降のメンバーは『タイムボカン』の善玉メカのデザインが混ざっている。
ゴロー将軍
声 - 檜山修之
ヤッター十二神将の一人。第4話より登場。
義眼の左目を仮面で覆い、頭部と右腕を除きほぼ全身が機械化されたサイボーグ。電撃を流すステッキを武器に使う。同じくサイボーグ犬の「ワン」を常に連れている。
ドロンボー一味と各地で戦いを繰り広げ、終始優勢ではあったが、アルエットの姿を見て以来、脳裏にビジョンが浮かび、原因不明の機能不全を起こすようになる。以後失態を繰り返すようになり、ついには十二神将の地位を剥奪、ワンと共に投獄されてしまった。
作中では明確にされていないが、脳裏に浮かぶようになったビジョンや語尾に「…ぜ」とつける口癖から、その正体はアルエットの父親・ゴロゾウである。そのビジョンによれば、過去に徴用され労役中に事故に遭い、サイボーグ化されることで生存していた。この際に記憶を消され、ヤッターマン（ドクロベエ）に心酔するように洗脳された模様。
最終的には過去の記憶を取り戻し、逃亡するアルエットたちを助けるため、心臓である動力炉を自ら破壊し、ヤッター兵と共に自爆する壮絶な最期を遂げた。
後に遺されたゴロー将軍の形見のステッキとワンの体の一部は、彼の正体を密かに察していたガリナの手に渡り、ステッキは新生ヤッターマン2号となったアルエットの武器「シビレステッキ」に使われ、ワンの体の一部はヤッターワンの一部として組み込まれた。
頭のパーツのモチーフはタイムクワガッタン。
ワン
声 - 髙坂篤志
ゴロー将軍に付き従うドーベルマンのような黒いロボット犬。
実はゴロゾウに同行していた愛犬・ワンをサイボーグ化したものであり、ゴロー将軍のビジョンによれば、事故で瀕死の重傷を負ったゴロゾウと共にサイボーグ化された模様。
本来は高い戦闘能力を持つが、ガリナやアルエットに対しては攻撃を仕掛けなかった。
ゴロー将軍の自爆に巻き込まれ大破した後、体の一部がガリナによりヤッターワンに組み込まれることになる。
イチロー将軍
声 - 伊藤健太郎
ヤッター十二神将のリーダー格。第12話でダイドコロンの自爆から唯一生き残り、炎を纏った両腕の拳でエレパントゥスと肉弾戦に挑み、敗退する。
頭のパーツのモチーフはメカブトン。
ジロー将軍
声 - 陶山章央
ヤッター十二神将の一人。語尾に「…だよ」を付けるのが口癖だが、ゴローやサブローと比べ文法上の矛盾がない。第12話でヤッターパグでダイドコロンに挑み、機体に取り付くも、1号のケンダマジックで拘束され、電流攻撃で敗退した。
頭のパーツのモチーフはテントウキ。
サブロー将軍
声 - 竹内良太
ヤッター十二神将の一人。語尾に「…じゃん」をつけるのが口癖。第12話で特に目立った活躍もしないまま、降下してきたダイドコロンにヤッターパグごと押しつぶされた。
頭のパーツのモチーフはタイムドタバッタン。

### その他
ささやきレポーター
声 - 矢部雅史
第5話より登場する、メカ戦を実況するレポーター。姿は登場しないものの、過去のシリーズ作品に登場したキャラクター「小山カメラマン」が同行しており、ヤッター・キングダムを告発するような潜入取材も行っている。

## 主な登場メカ

### 新生ドロンボー一味のメカ
おしおき三輪車
第2話より登場。逃走用に使用した三人乗り自転車。先頭を分離し、一輪車としての使用も可能。
第3話以降、ガリナ・アルエットと合わせて五人で乗れるように改造される。翼を装備すると人力飛行機にもなり、かなり長い時間滞空できる。
バクダーン
第3話、および最終話に登場した爆弾型メカ。設定上非武装だが、プロペラ状の部分で飛行し、手の部分で敵を掴み、相手を巻き込んで自爆することができる。第3話ではヤッターコウノトリとヤッター兵を大破に追い込み、第12話でも自爆を披露してヤッター十二神将を全滅させるなど活躍を見せた（この時のドロンボー一味の映像はOPを再現している）。また、第9話ではガリナが同系のミニチュア爆弾を使用している。
ダイドコロン
絵本「ヤッターマンでんせつ」や第11話での過去の映像に登場した、初代ドロンボー一味が最初（第1作目第1話）に使用したドロンボーメカ。第12話で「ドロンボーの象徴」として、ヴォルトカッツェとガリナによってヤッターコウノトリの残骸から新たに作られる。
新生ヤッターマンを支援するためにヤッター・キングダムを襲撃してヤッター兵を殲滅、その後ヤッター十二神将及びヤッターパグ群と交戦。基本装備は口部のキャノン砲や腰の包丁型カッターなどオリジナルに準ずるが、火力と飛行能力はオリジナルを遥かに上回り、最後は自爆特攻に巻き込んでヤッターパグ群を戦闘不能に追い込んだ。

### 新生ヤッターマンのメカ
ヤッターワン
声 - 髙坂篤志
絵本「ヤッターマンでんせつ」や第11話での過去の映像に登場した、初代ヤッターマンが使用したヤッターメカ。第12話で「ヤッターマンの象徴」として、ヴォルトカッツェとガリナによってヤッターコウノトリの残骸から新たに作られ、その際ワンの体の一部を組み込んだことから「ヤッターワン」の名が与えられた。ワンの意思が宿っているかのごとく、新生ヤッターマン2号の呼びかけに反応してフルパワーを出す描写がある。
ヤッターコウノトリ（三機目）を退け、数百メートルの巨人と化したドクロベエと交戦。オリジナルにはない、両肩のロケットを使用しての飛行能力でドクロベエを翻弄し、激闘の末に倒した。ラストシーンでオリジナルと同じ姿になる。

### ヤッター・キングダムのメカ
ヤッター兵
声 - 内匠靖明（1-4話）、下屋則子（1-4話）、髙坂篤志（5&10話）、柚木涼香（5話）、三戸耕三（6&11話）、北沢力（6&7&9&11話）、高橋研二（7話）、大林洋平（7話）、中嶋ヒロ（7話）、寺谷美香（9話）、矢部雅史（10&11話）、矢野亜沙美（11話）、高橋研二（ヤッター兵隊長）、北沢力（5話・司会、10話・アナウンス）、髙坂篤志（G隊長）、河本邦弘（10話・ヤッター兵隊長）
ヤッターマン1号・2号を模した人間大のロボット。武器は高い破壊力を誇る光線銃。ヤッター・キングダムの各地を警備しており、海峡を越えて助けを求めに来たレパードたちにも容赦なく光線銃での攻撃を行った。また、敵対者・反逆者を発見した際は、ヤッターコウノトリに運搬され、ゾロメカとして大挙して出現する。その際の声は「ヤッター、ヤッター…」。
仲間が攻撃を受けて故障しても、動けない個体を踏み壊して前進する。またヤッター・キングダムの民衆でも、反逆者は容赦なく抹殺する。人間との会話・自己判断能力を持ち、ロボットでありながらも3話でドロンボーのバクダーンに相対した時には驚きや動揺の様子を見せた。集団で合体してミサイルや車輪などに変化する機能がある。
一般兵の他に、ヤッターマン1号・2号を縦半分に割って合体させたような「ヤッター兵隊長」や、短いマントを装備し、十二神将の近衛兵的な役割を持つ「G隊長」がいる。
第12話でドクロベエが倒されたことに伴い、全てのヤッター兵が機能を停止した。
ヤッターコウノトリ
声 - 高橋研二
本作オリジナルのコウノトリ型のヤッターメカ。反逆者を見つけると無数のヤッター兵をゾロメカとして放出する。頭部に一人乗りのコクピットがある。
第2話ではヤッター兵が合体したミサイルでドロンボーのデコピンメカを破壊する。第3話では、ガリナの家を焼き払うものの、バクダーンの自爆により破壊される。第11話ではヤッター・キングダムに配備された二機目が登場し、ゴロー将軍の手引きでドロンボー一味が逃走するのに使うが、レーザーの砲撃で撃墜され、第12話でヤッターワンとダイドコロンの材料になる。
最終決戦では三機目がダイドコロンおよびヤッターワンと交戦、体当たりでダイドコロンの片腕を破壊するも、ヤッターワンに乗った新生ヤッターマン2号のシビレステッキの一閃で爆散する。
ヤッターパグ
声 - 三戸耕三
本作オリジナルのヤッター十二神将用のパグ型ヤッターメカ。右肩に大型スピーカーを持つ。自立行動も可能だが、口の部分に一人乗りのコクピットがある。
ホットドッグ型（第4話）のメカの素を食べて鼻型ゾロメカを出したり、納豆型（第8話）のメカの素で納豆型ゾロメカ「ネトネトネット」を出す。さらにゴロー将軍が持つステッキからの電撃で性能を強化でき、特に体当たり攻撃の威力はドロンボーメカを簡単に破壊してしまうほど。通常時でも四輪走行が可能だが、高速で移動する際には両サイドに円型に組んだヤッター兵が合体し、タイヤのように高速回転する。
第12話でダイドコロンと交戦し、ほとんどの機体が破壊され戦闘不能に追いやられる。
ヤッター前頭十枚目 → ヤッター小結 → ヤッター親方
チキチキ格闘大会相撲部門の決勝戦に出場した闘牛型の力士ヤッターメカ。ヤッター兵B（2号タイプ）が操縦する。
パワータイプであるが口からミサイルを発射する。生身の人間でありながら怯まず立ち向かうタケシ相手に不利になると「審議の結果」として勝手に小結に昇進、続くチンギスハーンとの対戦ではさらに特進して親方となる。しかし引退した親方になったため逆にパワーダウンしてしまい（そのことをトンズラー＝エレパントゥスにも突っ込まれていた）、チンギスハーンの体当たりで吹っ飛ばされて爆発した。

## 用語
ヤッターマン
この作品における「ヤッターマン」とは、かつてドロンボー一味を倒し楽園「ヤッター・キングダム」を造った男女一組の英雄である。ヤッターマンの伝説は後の世にまで語り継がれており、レパードも子供向けの絵本「ヤッターマンでんせつ」を読み、憧れを抱いていた。しかし、実際は本物のヤッターマンはドクロベエに倒され、ドロンボーもボスである彼に追放され、戦争を引き起こした張本人として罪を擦りつけられたことが明かされた。
ヤッターマンでんせつ
初代ヤッターマンが、初代ドロンボー一味を倒し、ヤッター・キングダムを建国するまでを描いた子供向けの絵本。本書では、ドクロベエもヤッターマンに倒されたと物語は締めくくられている。
ドクロベエが人類への復讐の一環としてヤッターマンを徹底的に神格化するために作ったプロパガンダ作品であり、ヤッター・キングダム全土に配布されている。レパードは幼少時から愛読しており、当初は先祖であるドロンボー一味が罪を起こしたせいで貧しい生活していると思ったがヤッターマン（ドクロベエ）を倒すためにドロンボー一味を新生させた三人は、本書に描かれていたドロンボー一味の服装や言動に倣うようになる。ガリナも本書を参考にして新生ドロンボー一味のコスチュームを作成した。
ヤッター・キングダム
ヤッターマンの名を騙ったドクロベエが、かつて「デッカイドー」と呼ばれていた場所に作った国。レパードたちの住む辺境の地の対岸に存在するが、許可なくヤッター・キングダムに入ることは許されず、侵入者にはヤッター兵による容赦ない攻撃が行われる。
第3話や第7話で登場した地図や、第11話での高波による壁によって本州と隔てられている描写によれば、北海道に酷似した形状をしており、「ソリャソウサ岬」（第3話）、「サッパリ市」（第5話）、「トマケ海岸」「すすきの」（第7話）、「クッシャロデッシャロ湖」（第8話）、「ソリャアカン湖」（第8話劇中の地図より）、「マシュウ湖」（第8話劇中の地図より）との地名が存在する。
楽園のように国は富み、暮らす人々は幸せに包まれると言われていたが、現在はゴロー将軍を始めとするヤッター十二神将が率いるヤッター兵たちが国民を支配し、脅かしている。物価に対しての消費税は80%である。
市民はヤッターマンから召集が下るとヤッター・メトロポリスでの強制労働を課され、周辺の人々はヤッター兵の目を恐れて、連行される労働者を「ヤッターマン様のために働ける」と祝福し万歳をして壮行する。
雪が積もる時期には、サッパリ市でゴロー将軍が国民のガス抜きのために企画した「雪まつり」が催され、初代ヤッターマンを始めとする数々の雪像が飾り立てられ、祭りの中のイベントとして「チキチキ格闘技大会」が行われる。大会の優勝賞品は賞金と羊で、一般公募で参加者を募り、相撲・ボクシング・プロレスの三競技が行われるが、実情はヤッター・キングダム側のメカが参戦し優勝を阻む出来レースである。
ヤッター・メトロポリス
デッカイドーの最北端にあるソリャソウサ岬に存在する、ヤッター・キングダムの首都。ガリナとアルエットの両親はこの地で強制労働させられた末に事故死したという。実際にはドクロベエが創設した首都であるため、上空から見るとドクロ型になっている。ドクロベエが倒された後、新生ヤッターマンが本当の楽園にすることを誓った。
辺境の地
初代ヤッターマンに敗れた初代ドロンボー一味が流れ着いたという、海と山に囲まれた土地。実在するトンネルと同名である青函トンネルが存在する。大地は痩せて作物は育ちにくく、住む者たちは貧しい暮らしを強いられている。山側にはヤッターマンのYマークが刻まれた巨大で長い壁がそびえ立ち、住人たちは他の地に移り住むこともできず、半ば軟禁状態。海を越えてヤッター・キングダムに行こうとしても、Yマークの壁が緊急屹立し、行く手を阻む。
外れにある墓所はヤッター・キングダムを臨む岬のような場所にある。病で命を落としたドロシーも夫の墓があるところに埋葬、共に永遠の眠りに就いている。
第2話で、ヤッター・キングダムに通じるもうひとつの手段として、永らく使われておらず入り口がガレキなどで埋まっていた青函トンネルを発見（途中には、実在する駅と同名の竜飛海底駅もある）。エレパントゥスが障害物を撤去し、ヴォルトカッツェが作ったトロッコでヤッター・キングダムへの上陸に成功する。なお、青函トンネルを使う経路を思いつくきっかけは、オダさまが持ち出してきた「学研まんが」に似た本「竜研まんが『青函トンネルのひみつ』」であった。
第11話ではヤッターマンとドロンボーの戦争により「人の住めなくなった土地」から隔離する目的で、津軽海峡に高波による防御壁を作って北海道を遮った後に、ヤッター・キングダムと名付けたような描写が見られる。
おしおき
本作品ではドロシーが自分たちの状況を「おしおきを受け続けている」と語ったり、決起したレパードが「ヤッターマンに“おしおき”をする」と誓うなど、キーワード的に多用されている。また、ドロシーの教えから、レパードは「おしおき＝デコピン」と考えている。
本作品の冒頭、過去の地球（具体的な時代は不明だが、元旦である）で突如として起こった災厄的状況（隕石のようなものが降り注ぎ、いわゆるドクロ雲が空に湧く。その実態はヤッターマンを倒すためにドクロベエが引き起こした大規模戦争）の中で、かつてドクロベエがドロンボー一味に「おしおき」を執行する際に言い放っていた「おしおきだべぇーーー」の声が響き渡った。現在でもこの世界の夜空には、月に代わってドクロ状の巨大な物体が浮かんでいる。
第6話では「おしおき」と称して銃殺しようとしたことから、ヤッター・キングダムでは処刑と同義となっている。
Yマーク
初代ヤッターマンのシンボルマーク。アルファベットの「Y」をモチーフにしたデザインで、劇中では横長のものが主流である。レパードらが住む辺境の地にそびえ立つ巨大な壁に記されている他、ヤッター・キングダムの民家などに、このマークが描かれた紙が貼られている様子が見受けられる。
ジョシコーセー
ヴォルトカッツェの魂に刻まれた言葉。当初、彼はその単語が何を意味するのか知らなかったが、この言葉に淡い思いを感じたり、聞くと力が湧いてくるので、とても大事なものだと感じていた。
後にヤッター・メトロポリスでドクロベエと相対し、ドクロベエが過去から現在に至るまでの歴史を記したビデオ映像をドロンボーたちに見せようとした際、ヤッター兵が誤って過去のテレビ番組『全国のキュートな女子高生を探せ！』を流し、そこに「女子高生」（声 - 赤﨑千夏、有賀苹果）たちが登場したことで、初めて「女子の高校生」のことだと理解。改めて「全国の女子高生とお友達になりたい」という夢を認識する。

## スタッフ
- 原作・アニメーション制作 - タツノコプロ
- 監督 - 吉原達矢
- スーパーバイザー - 笹川ひろし
- チーフプロデューサー - 渡邉季之、菊川雄士
- プロデューサー - 依田健、三澤幸三、内田朋宏、竹越大輔、森山敦、吉江輝成、旦悠輔
- シリーズ構成・脚本 - ふでやすかずゆき
- キャラクターデザイン - 後藤圭佑
- メカニックデザイン - 雨宮哲、川原智弘、城前龍治、小川浩、秋篠Denforword日和
- プロップデザイン - 中山竜
- キーアニメーター - 中山竜、榎戸駿
- 美術監督 - 海津利子
- 美術設定 - 比留間崇
- 色彩設計 - のぼりはるこ
- 撮影監督 - 神木正士
- 編集 - 奥田浩史
- 音響ディレクター - 今泉雄一
- 音楽 - 加藤達也
- 音楽プロデューサー - 斎藤滋
- 音楽制作 - ランティス
- アニメーションプロデューサー - 吉田昇一
- 制作 - 夜ノヤッターマン製作委員会

## 主題歌
オープニングテーマ「極限Dreamer」（第2話 - 第11話）
作詞 - 勇-YOU- / 作曲・編曲 - 太田雅友 / 歌 - SCREEN mode
第1話ではエンディングテーマとして使用。第12話では挿入歌として使用。
エンディングテーマ「情熱CONTINUE」（第2話 - 第11話）
作詞 - 畑亜貴 / 作曲・編曲 - 山口朗彦 / 歌 - スフィア
第1・12話では未使用。
劇中歌「ヤッターマンの歌」（第11・12話）
作詞 - 若林一郎 / 作曲・補作詞 - 山本正之 / 編曲 - 神保正明 / 歌 - 山本正之・少年少女合唱団みずうみ
第11話の劇中で、ドクロベエが過去を振り返る際に用いた『ヤッターマン』オープニングテーマ。MX放送時にはクレジットなし。BS日テレ放送時に記載追加。他にも劇中で数回、レパードたちが曲の始めの部分をハミングしている。

## 各話リスト
| 話数   | 放送日         | サブタイトル                             | 絵コンテ                          | 演出                          | 作画監督                                                                         |
| ------ | -------------- | ---------------------------------------- | --------------------------------- | ----------------------------- | -------------------------------------------------------------------------------- |
| 第1夜  | 2015年 1月11日 | 世界は真っ暗闇                           | 吉原達矢                          | 吉原達矢                      | 後藤圭佑、櫻井拓郎 小野田貴之                                                    |
| 第2夜  | 1月18日        | ヤッターマンにデコピンを                 | 中野英明                          | 中野英明                      | 近藤優次、松本朋之                                                               |
| 第3夜  | 1月25日        | 俺たちは天使じゃないけど天使のフリをする | 吉原達矢                          | 野木森達哉                    | 杉本里菜                                                                         |
| 第4夜  | 2月1日         | 湯けむり露天風呂紀行                     | セトウケンジ 中山竜（アクション） | 政木伸一 中山竜（アクション） | 渡辺奈月 城前龍治（メカ） 中山竜（アクション）                                   |
| 第5夜  | 2月8日         | 母に捧げるハリケーン                     | 中野英明                          | 徳本善信                      | 桜井拓郎、榎戸駿 中山竜、後藤圭佑 川原智弘（メカ）                               |
| 第6夜  | 2月15日        | 冬に咲く花                               | 伊藤良太                          | 伊藤良太                      | 近藤優次、松本朋之                                                               |
| 第7夜  | 2月22日        | 夢の海                                   | 柊陽菜                            | 松山正彦                      | 杉本里菜、小宮山由美子 柊陽菜、臼田美夫 中山竜、榎戸駿 後藤圭佑 川原智弘（メカ） |
| 第8夜  | 3月1日         | クッシャロデッシャロ湖のクッシー         | セトウケンジ                      | 徳本善信                      | 小林史緒里、築山翔太 佐々木一浩、桜井拓郎                                        |
| 第9夜  | 3月8日         | アバレシ番外地                           | 柊陽菜                            | 政木伸一                      | 渡辺奈月、吉田肇 竹内昭 工原しげき（メカ）                                       |
| 第10夜 | 3月15日        | ヤッター十二神将包囲網                   | 虚無供物 伊藤良太 吉原達矢        | 野木森達哉 伊藤良太 吉原達矢  | 小野田貴之、柊陽菜 榎戸駿、羽山賢二 川原智弘（メカ）                             |
| 第11夜 | 3月22日        | 真実のヤッター・メトロポリス             | 高橋敦史                          | 松山正彦                      | 近藤優次、松本朋之                                                               |
| 最終夜 | 3月29日        | 夜明け                                   | 吉原達矢                          | 吉原達矢                      | 柊陽菜、伊藤良太 杉本里菜、中山竜 榎戸駿、後藤圭佑 川原智弘（メカ）              |

## 放送局
| 放送期間                | 放送時間                     | 放送局     | 対象地域   | 備考                                                         |
| ----------------------- | ---------------------------- | ---------- | ---------- | ------------------------------------------------------------ |
| 2015年1月11日 - 3月29日 | 日曜 22:00 - 22:27           | TOKYO MX   | 東京都     | 『みんな集まれ!ファルコム学園』放送のため、22:27までの放送。 |
| 2015年1月13日 - 3月31日 | 火曜 1:59 - 2:30（月曜深夜） | 読売テレビ | 近畿広域圏 | 『MANPA』第1部                                               |
|                         | 火曜 2:22 - 2:52（月曜深夜） | 中京テレビ | 中京広域圏 |                                                              |
| 2015年1月14日 - 4月1日  | 水曜 0:00 - 0:30（火曜深夜） | BS日テレ   | 日本全域   |                                                              |

| 配信期間               | 配信時間                   | 配信サイト         | 備考                          |
| ---------------------- | -------------------------- | ------------------ | ----------------------------- |
| 2015年1月14日 - 4月1日 | 水曜 1:00（火曜深夜） 更新 | GYAO!              | 第1話無料、第2話以降1週間無料 |
| 2015年1月21日 -        |                            | ニコニコチャンネル | 第1話無料、第2話以降有料      |
|                        | 水曜 12:00 更新            | 日テレオンデマンド |                               |
| 2015年1月-             |                            | ひかりTV           |                               |
|                        |                            | バンダイチャンネル |                               |

## 映像ソフト化
2015年6月26日に全12話を収録したBD-BOX（KIXA-498から500まで）が発売された。特別番組『超豪華!タイムボカンシリーズ大集結! 夜ノヤッターマン祭』が映像特典として収録されている。DVD版はレンタルのみ。

## 関連作品
- 破裏拳ポリマー - 第5話でポリマーを模したコクピットメカが登場。
- 未来警察ウラシマン - 第7話でゲストのリュウがオープニング歌詞の一部を引用。
- マッハGoGoGo - 第9話でマッハ号に似たレーシングカーが登場。
- ナースウィッチ小麦ちゃんR - 同作品の第1話にて、新旧ドロンボー一味が看板として登場（元祖ドロンボー一味の看板が敵怪人の放ったビームで新生ドロンボー一味に代わる設定）。